# 奥勒菲耶尔
奥勒菲耶尔，使用于挪威的挪威語姓。以下知名人物使用此姓：
- 克努特·奥勒菲耶尔（1974年12月21日-），挪威爵士音乐家和作曲家。
- 西居尔·奥勒菲耶尔（英语：Sigurd Aalefjær）（1917年9月14日-1991年3月10日），挪威工程师和公务员。